# Waingaro River (Tākaka River)
Der Waingaro River ist ein Fluss im Tasman District auf der Südinsel von Neuseeland.

## Geographie
Der Waingaro River entspringt an der westsüdwestlichen Seite des 1783 m hohen Kākāpō Peak, rund 480 m nordöstlich des Gipfels. Nach anfänglichem rund 3,6 km südlichen Flussverlauf knickt der Waingaro River nach Osten ab und fließt durch das Tal, das im Norden von der bis zu 1859 m hohen Snowdon Range und im Süden von der bis zu 1661 m hohen Lockett Range begrenzt wird. An dem Porthouse Flat genannten Punkt und damit rund 17,8 Flusskilometer von seiner Quelle entfernt, knickt der Waingaro River nach Norden ab und fließt nach vier großen Schleifen, in denen der Fluss insgesamt fünf Mal seine Richtung nach Osten, Norden, Nordwesten oder Nordosten wechselt, final in nordöstliche Richtung und mündet nach insgesamt 45,3 Flusskilometer als linker Nebenfluss in den Tākaka River.
Seine eigenen Nebenflüsse sind ausschließlich linke Nebenflüsse, die da wären der Stanley River, der Devil River und der Little Waingaro River. Auf seinem Weg sammelt der Waingaro River aber auch reichlich Wasser von den zahlreichen Gebirgsbächen und Creeks.

## Waingaro Track
Ein kleiner Teil des Flusses ist über den Waingaro Track zu sehen. Der Wanderweg startet im Osten über eine kleine Straße, die von der Uruwhenua Road nach Westen abzweigt und der Weg sich von dort aus nach Westen bis auf eine Höhe von ca. 840 m zu bewegt und anschließend in Kammlage am Tin Hut Shelter vorbei bis kurz vor dem Skeet Creek als Höhenweg ausgeführt ist. Danach führt der Wanderweg langsam in das Tal des Waingaro River und endet schließlich an der Waingaro Forks Hut, die unweit des Mündungsgebietes des Stanley River in den Waingaro River zu finden ist. Bis hier hin müssen Wanderer mit einer Wanderzeit von 6 bis 7 Stunden rechnen. Von der Hütte führt allerdings ein weiterer Wanderweg entlang des Stanley River und des Lake Stanley weiter ins Hochgebirge.